# يان باويس

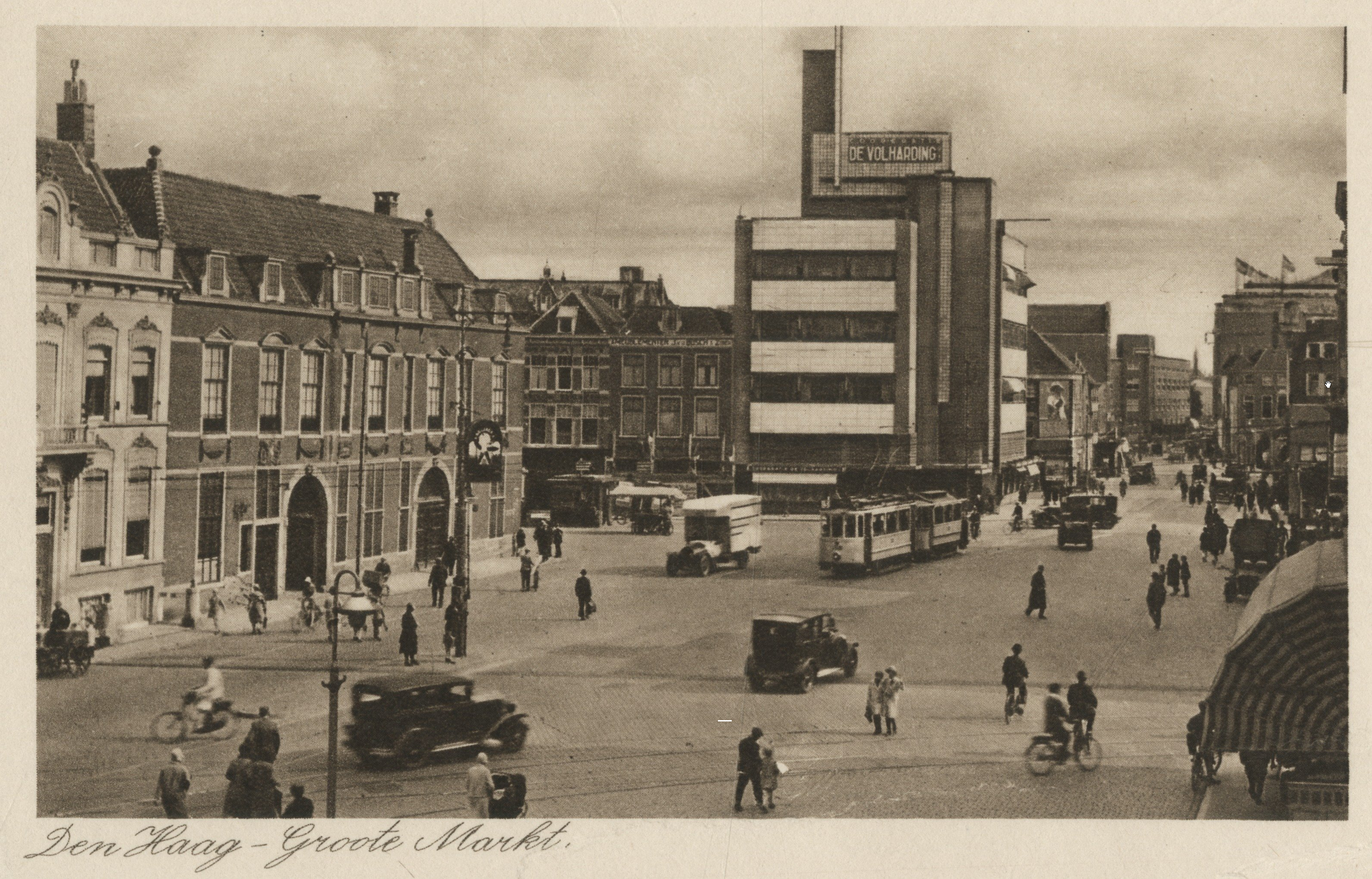
منظر في أواسط ثلاثينيات القرن 20 للسوق الكبير بلاهاي، ويظهر به مبنى يان باويس «فولهاردينج» (1928)

يان فيليم إدوارد باويس (بالهولندية: Jan Buijs)‏، وأحياناً يكتب يان باوس (26 أغسطس 1889 – 19 أكتوبر 1961) كان مهندساً معمارياً هولندياً، معروف بتصميمه لمبنى فولهاردينج. وتشمل أعماله مباني صناعية وتجارية وسكنية ومباني البلدية. وعادة ما تجمع هذه المباني بين ملامح أساليب الموضوعية الجديدة ودي ستايل، أما الداخلي فيتبع نهج الباوهاوس.